# フレーザー・ブラウン
フレーザー・ブラウン（Fraser Brown、1989年6月20日 - ）は、ユナイテッド・ラグビー・チャンピオンシップ、グラスゴー・ウォリアーズに所属するラグビーユニオン選手。

## プロフィール
- スコットランド・エディンバラ出身。
- ポジションはフッカー(HO)、フランカー(FL)。
- 身長 182cm、体重 113kg
- U20スコットランド代表に選ばれた[1]。
- スコットランド代表キャップは57（2022年12月現在）でラグビーワールドカップ2015・ラグビーワールドカップ2019のスコットランド代表に選ばれた[2]。

## 略歴
エディンバラを経て、2013年、グラスゴー・ウォリアーズに加入。 